# 倩女幽魂 (2011年電影)
《倩女幽魂》是一部2011年上映、中国大陆与香港合拍的古装魔幻片，改编自清朝著名小说家蒲松龄所著短篇小说集《聊斋志异》卷二中的《聂小倩》篇，亦是继1987年的张国荣、王祖贤版《倩女幽魂》后的又一部电影改编版本。该片由泰吉世纪（北京）文化传播有限公司、北京紫禁城影业有限责任公司、广东强视影业传媒有限公司等联合出品，华夏电影发行有限责任公司与泰吉世纪、紫禁城影业联合发行。影片由香港导演叶伟信执导，古天乐、刘亦菲、余少群、惠英红及樊少皇领衔主演，在剧情上对原著进行较大幅度改编的同时，吸收并借鉴了不少87版《倩女幽魂》的情节设定。
本片于2010年6月1日在上海松江开机，期间辗转浙江临安取景拍摄，同年8月30日杀青关机。影片原定于2011年4月22日在中国大陆正式公映，后提前三天至4月19日上映，香港于同年4月28日上映。

## 故事
很多年以前，燕赤霞就立志要成為一個優秀的獵妖師，他選擇了黑山做他修行和圓夢之旅的起點。那時的燕赤霞還很年輕，黑山已經是一座很老的大山，那裡有更老的精靈妖怪，它們過著原始的生活，粗糙簡單卻充滿殺戮氣息。他在黑山經歷一場又一場的凶險惡鬥，村民們都害怕進入黑山和這間被稱為蘭若寺的寺院。他的劍變得更可怕，他的力量也更強大，他自信可以戰勝一切，直到那一天，他遇上了她。他們的悲痛故事由此開始。很多年以後，黑山山下的所有河流突然發生乾涸，人們猝然面對乾旱的生存危機，為了拯救生計，大家決定組成開山隊到黑山上游開墾水源，於是文明的人類要跟古老的靈怪展開碰撞，而一段浪漫的傳奇就此誕生。

## 演员
| 演員     | 角色             |
| 古天乐   | 燕赤霞           |
| 刘亦菲   | 聂小倩           |
| 余少群   | 宁采臣           |
| 樊少皇   | 夏雪风雷         |
| 惠英红   | 树妖木姬（姥姥） |
| 徐锦江   | 黑山村长         |
| 巩新亮   | 青蛇妖           |
| 林 鹏    | 白蛇妖           |
| 李 菁    | 铁 牙            |
| 冯克安   | 黑山村民         |
| 王丹怡栗 | 夏 冰            |
| 胡彪     | 焦贊             |

## 獎項
| 年份   | 頒獎典禮     | 獎項         | 名字                           | 結果 |
| ------ | ------------ | ------------ | ------------------------------ | ---- |
| 2011年 | 第48屆金馬獎 | 最佳女配角   | 惠英紅                         | 提名 |
| 2011年 | 第48屆金馬獎 | 最佳視覺效果 | 林延勛、韓泰晸、徐玄錫、徐京勛 | 提名 |

## 工作人員
- 導演：葉偉信
- 編劇：張炭
- 攝影指導：黄岳泰（HKSC）
- 剪接：張嘉輝（HKSE）
- 原創音樂：伍乐城
- 美术设计：麦国强
- 服装设计：吴宝玲
- 动作指导：马玉成、徐忠信

## 音乐
| 曲別   | 歌曲名稱 | 作詞   | 作曲 | 演唱者 |
| 主題曲 | 还泪     | 伍乐城 | 林夕 | 林鹏   |
| 片尾曲 | 倩女幽魂 | 黃霑   | 黃霑 | 張國榮 |

## 票房
影片在中国大陆首周六天收获7250万元票房，最终票房将近1.41亿元人民币。
本片的香港票房为381万元港币。

## 另見
- 倩女幽魂 (1987年電影)